# Ligne 2 du tramway de Riga

La ligne 2 du tramway de Riga (en letton : 2. tramvaju maršruts) est une ligne de tramway de Riga en Lettonie.

## Présentation
La ligne de tramway 2 (selon l'ancienne numérotation d'avant-guerre, la ligne 8) est une ligne de tramway des transports publics de Riga qui va de la place de la gare à la rue Tapešu à  Dzirciems dans le  district de Kurzeme.
La longueur totale de la ligne 2 du tramway est de 14 480 km. La longueur totale dans le sens Stacijas laukums — Tapešu iela est de 7,001 km, tandis que la longueur totale de la direction Tapešu iela - Stacijas laukums est de 7,749 km.
En semaine et les jours fériés, 2 rames circulent sur la 2ème ligne de tramway, soit un total de 56 voyages (novembre 2022).

## Parcours
Dans le sens Stacijas laukums — Tapešu iela les rames circulent dans ces rues: Radio iela, 13. janvāra iela, 11. novembra krastmala, Akmens tilts, Uzvaras bulvāris, Slokas iela, A. Grīna bulvāris, Bāriņu iela, Mazā Nometņu iela, Margrietas iela, Kuldīgas iela un Tapešu iela.
Dans le sens Tapešu iela — Stacijas laukums les rames empruntent ces rues: Tapešu iela, Mazā Kuldīgas iela, Margrietas iela, Mazā Nometņu iela, Bāriņu iela, A. Grīna bulvāris, Slokas iela, Uzvaras bulvāris, Akmens tilts, 11. novembra krastmala, 13. janvāra iela, Aspazijas bulvāris, Krišjāņa Barona iela un Radio iela.

## Arrêts
La ligne 2 du tramway compte au total 34 arrêts.
Il y a 17 arrêts dans le sens Stacijas laukums - Tapešu iela, et le sens Tapešu iela - Stacijas laukums a 17 arrêts.
| N° | Arrêts               |
| -- | -------------------- |
| 1  | Stacijas laukums     |
| 2  | 13. janvāra iela     |
| 3  | Grēcinieku iela      |
| 4  | Nacionālā bibliotēka |
| 5  | Slokas iela          |
| 6  | A. Grīna bulvāris    |
| 7  | E. Smiļģa iela       |
| 8  | Āgenskalna tirgus    |
| 9  | Pārslas iela         |
| 10 | Ormaņu iela          |
| 11 | Kalnciema iela       |
| 12 | Zasulauka stacija    |
| 13 | Elvīras iela         |
| 14 | Kandavas iela        |
| 15 | Jūrmalas gatve       |
| 16 | Jaunsaules iela      |
| 17 | Tapešu iela          |

| N° | Arrêts               |
| -- | -------------------- |
| 1  | Tapešu iela          |
| 2  | Jaunsaules iela      |
| 3  | Jūrmalas gatve       |
| 4  | Kandavas iela        |
| 5  | Elvīras iela         |
| 6  | Zasulauka stacija    |
| 7  | Kalnciema iela       |
| 8  | Ormaņu iela          |
| 9  | Pārslas iela         |
| 10 | Āgenskalna tirgus    |
| 11 | E. Smiļģa iela       |
| 12 | Slokas iela          |
| 13 | Uzvaras bulvāris     |
| 14 | Nacionālā bibliotēka |
| 15 | Grēcinieku iela      |
| 16 | 13. janvāra iela     |
| 17 | Stacijas laukums     |

## Galerie

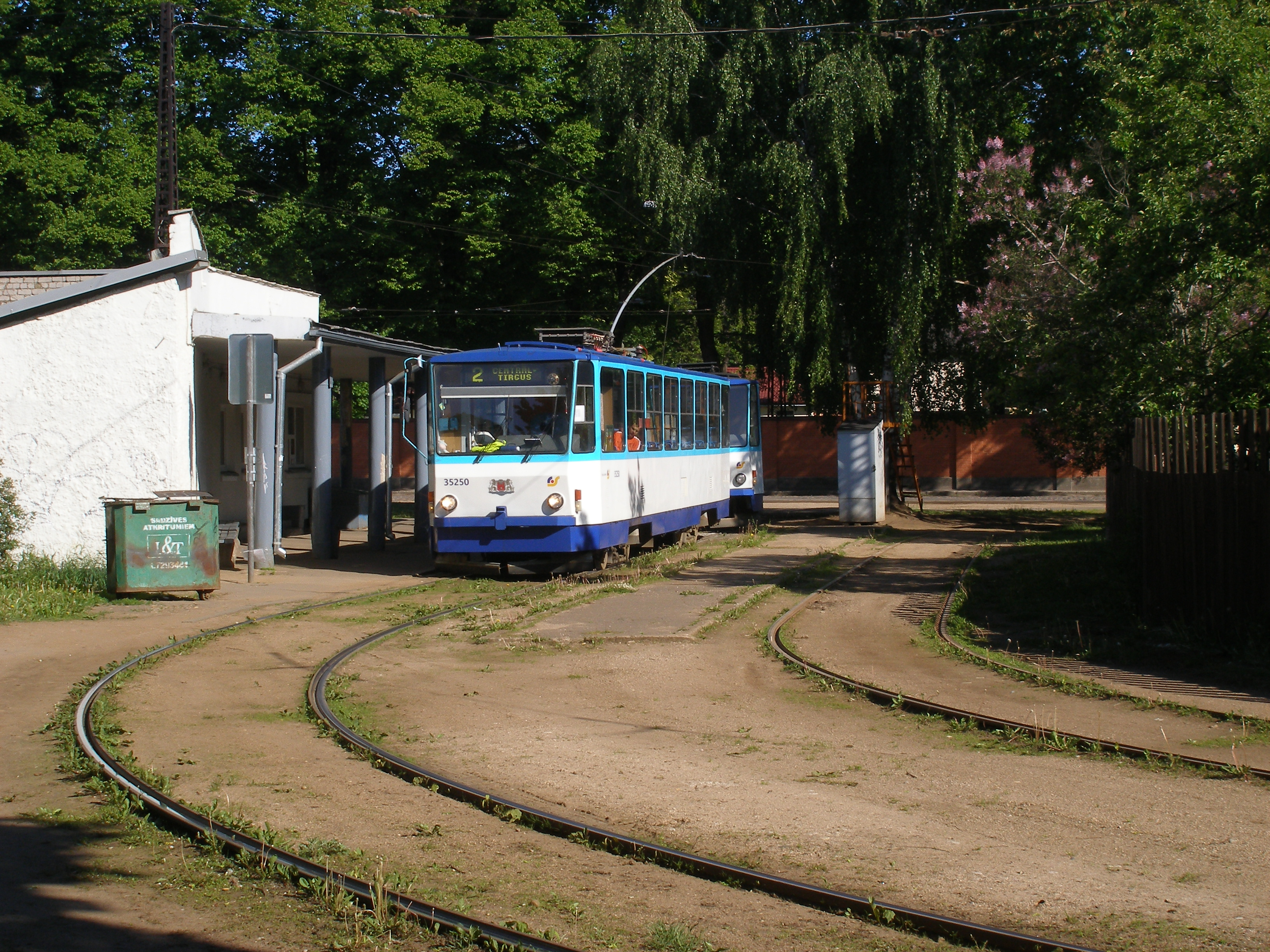
Zasulauks
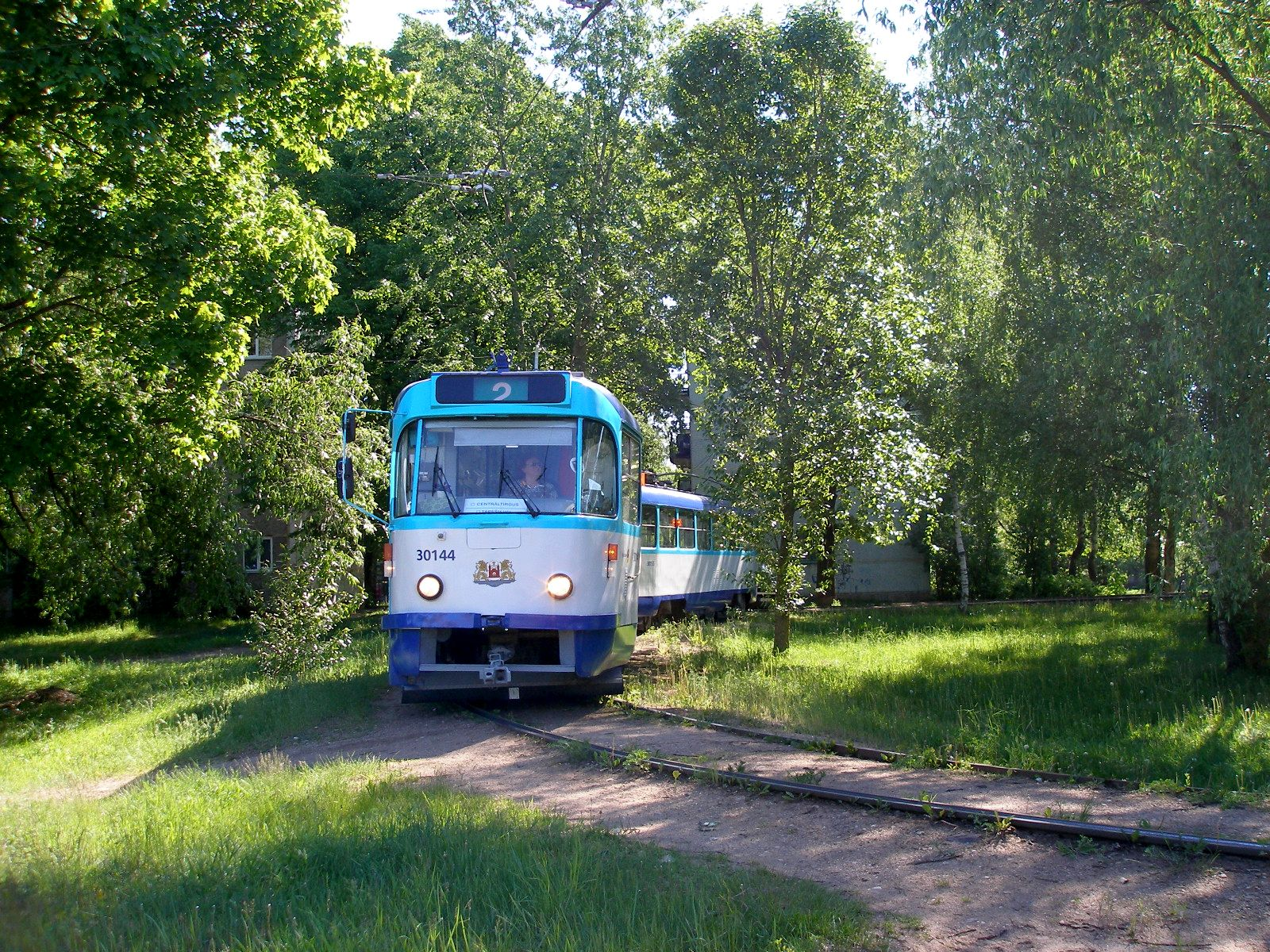
Tapešu ielas
Aleksandra Grīna bulvārī
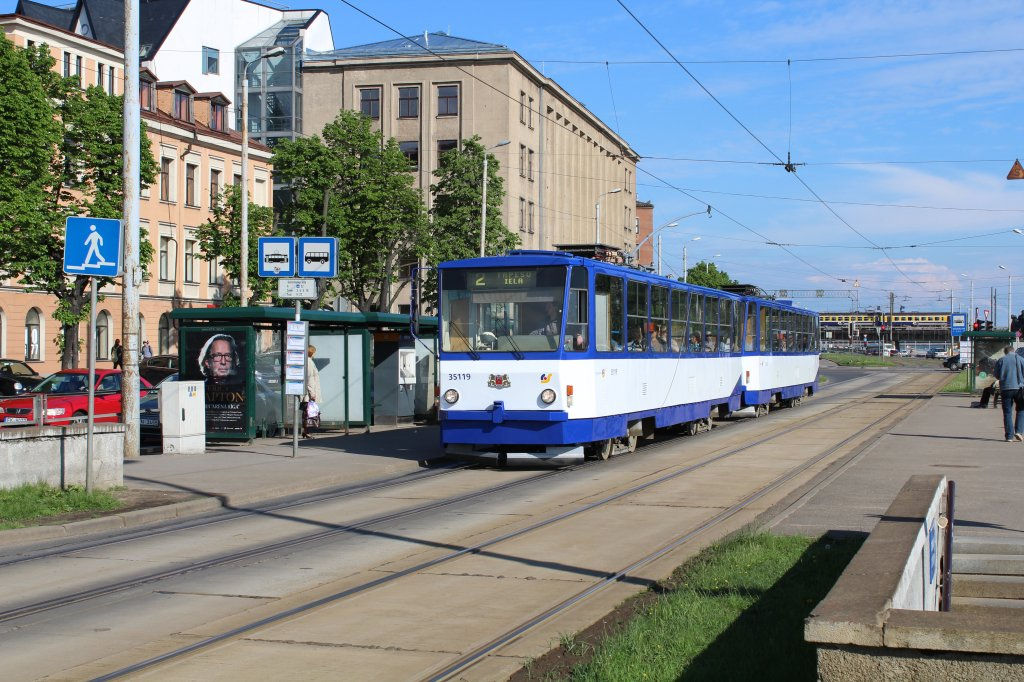
11. novembra krastmalā
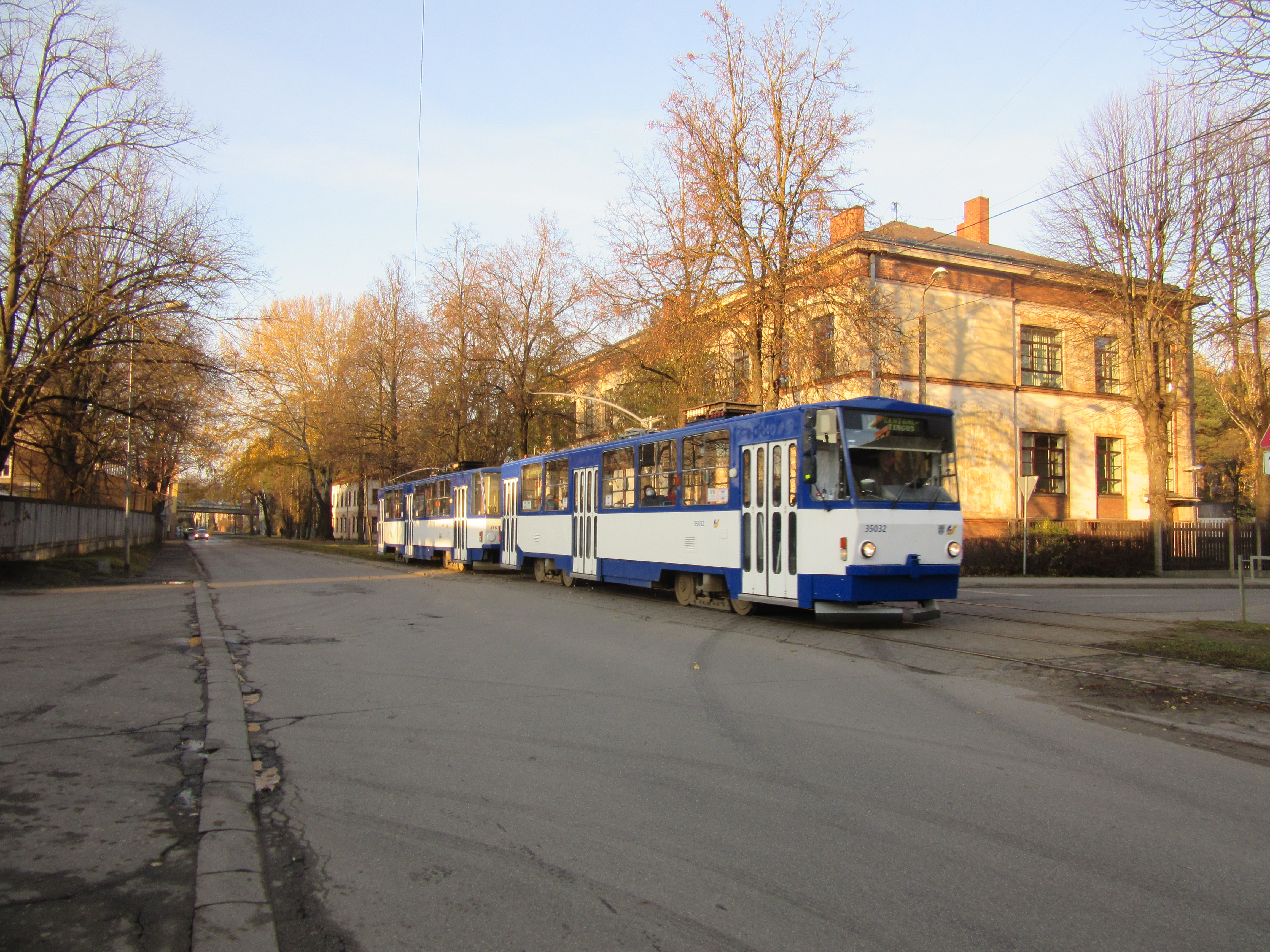
Margrietas ielā
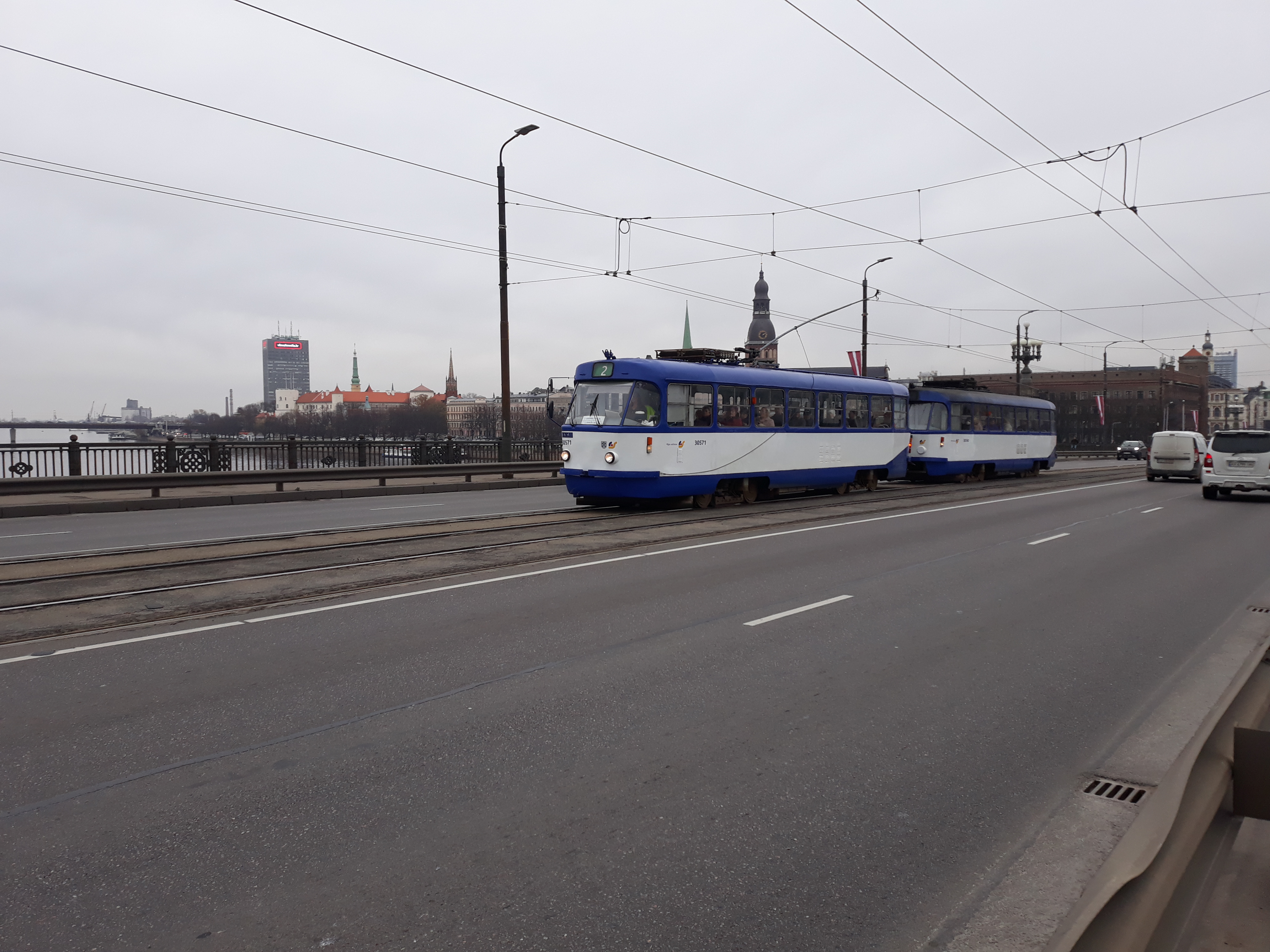
Akmens tilts
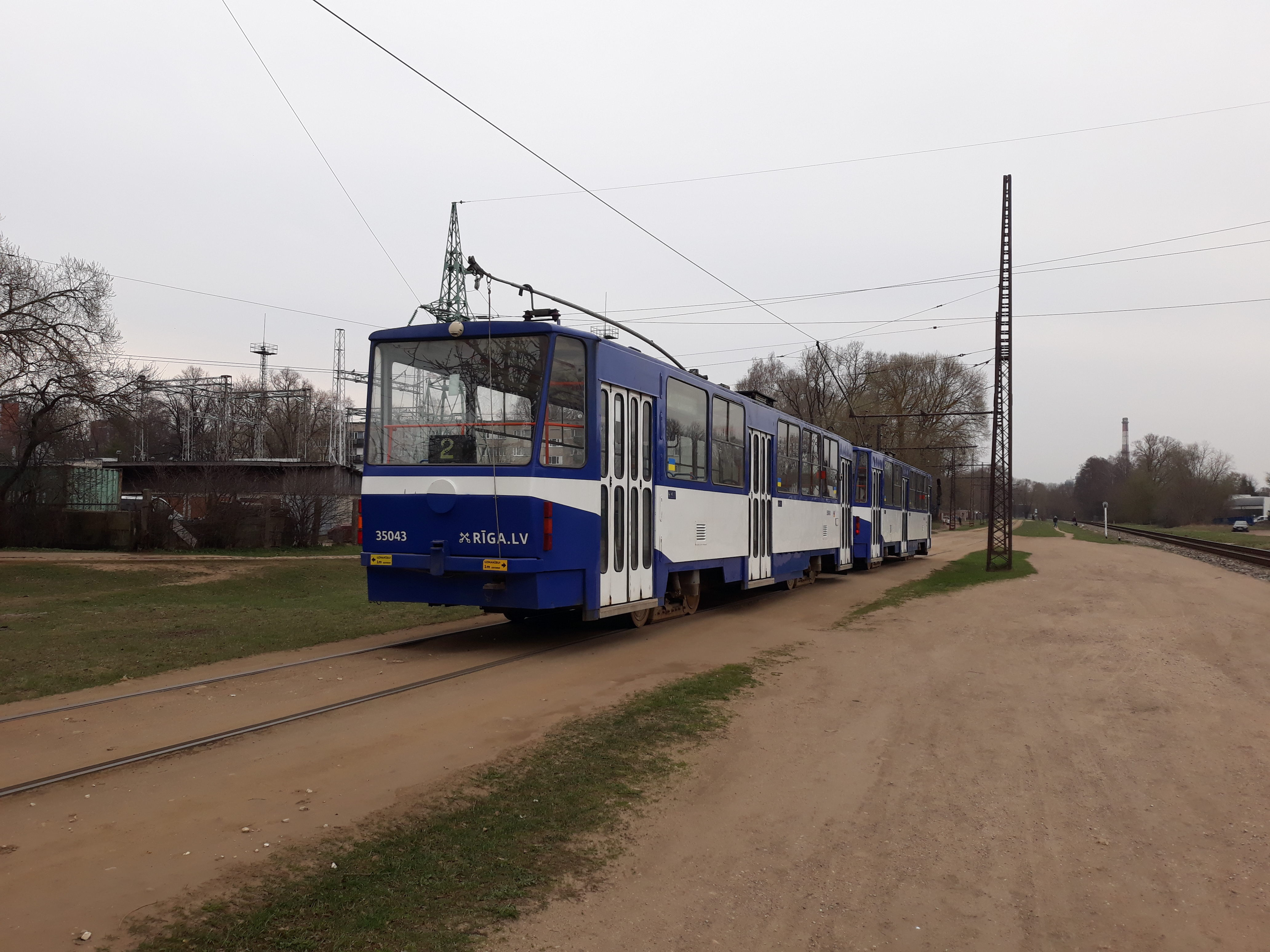
Tapešu ielā
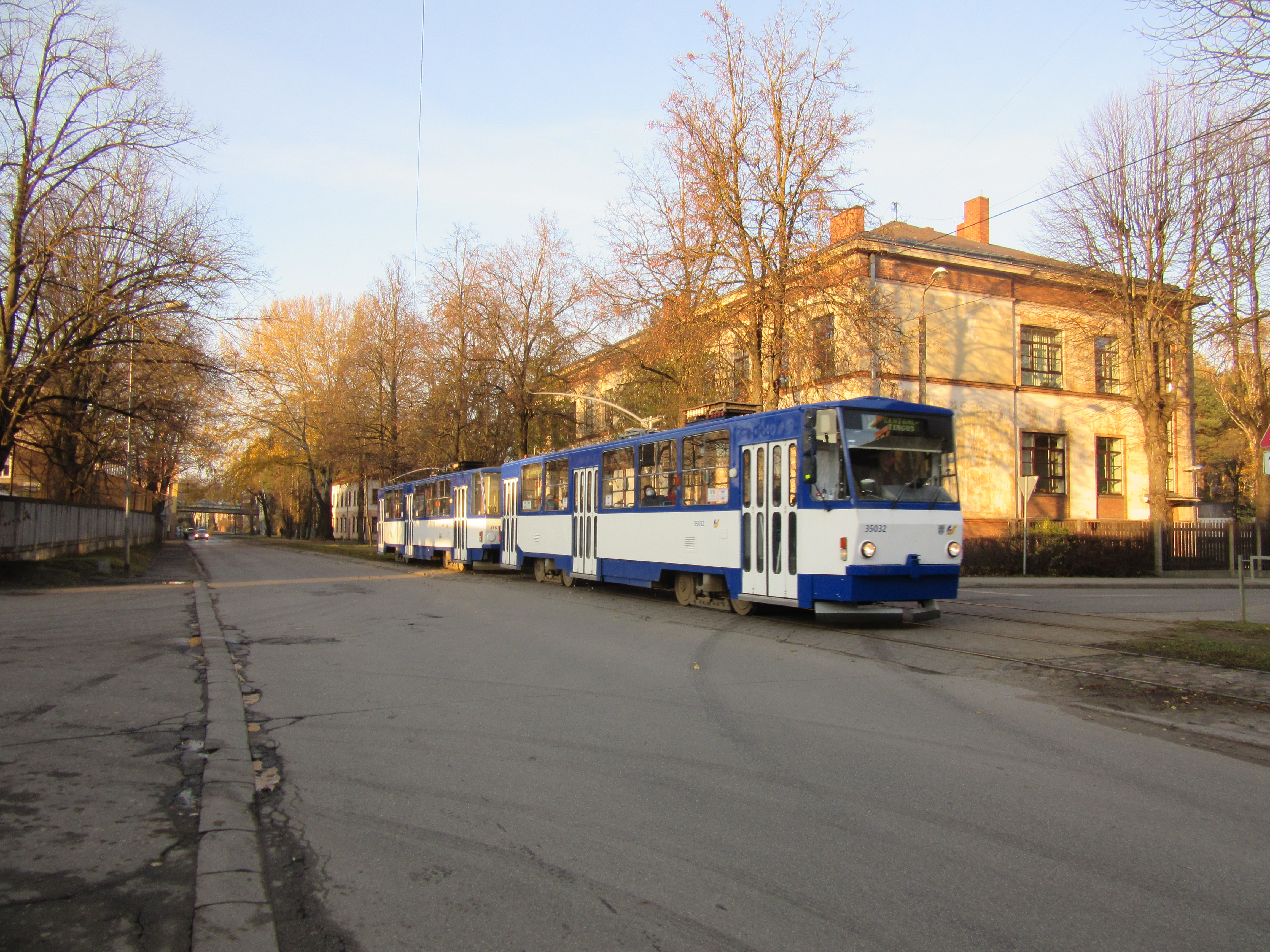
Margrietas ielā.